# 玉の井町
玉の井町（たまのいちょう）は、愛知県名古屋市熱田区にある町名。丁番を持たない単独町名である。住居表示実施済み。

## 地理
名古屋市熱田区の東部に位置し、東は横田、西は旗屋、南は森後町・旗屋町、北は夜寒町と接している。

## 歴史

### 町名の由来
熱田東町の小字名「玉ノ井」による。熱田神宮神官の玉ノ井弾正忠正の屋敷が所在しており、死後「玉ノ井屋敷」と呼ばれたことによるとされる。

### 行政区画の変遷
- 1939年（昭和14年）4月1日 - 熱田区熱田東町の一部により、同区玉ノ井町が成立する[2]。
- 1980年（昭和55年）7月13日 - 熱田区玉ノ井町・熱田東町・夜寒町・旗屋町の各一部により、同区玉の井町が成立する[2]。また、玉ノ井町は玉の井町のほか、夜寒町・森後町・横田一丁目および横田二丁目にそれぞれ編入され、消滅[2]。

## 世帯数と人口
2018年（平成30年）12月1日現在の世帯数と人口は以下の通りである。
| 町丁     | 世帯数  | 人口  |
| -------- | ------- | ----- |
| 玉の井町 | 337世帯 | 710人 |

### 人口の変遷
国勢調査による人口の推移
| 1995年（平成7年）  | 692人 | [ WEB 5 ] |  |
| 2000年（平成12年） | 705人 | [ WEB 6 ] |  |
| 2005年（平成17年） | 678人 | [ WEB 7 ] |  |
| 2010年（平成22年） | 679人 | [ WEB 8 ] |  |
| 2015年（平成27年） | 686人 | [ WEB 9 ] |  |

## 学区
市立小・中学校に通う場合、学校等は以下の通りとなる。また、公立高等学校に通う場合の学区は以下の通りとなる。
| 番・番地等 | 小学校               | 中学校               | 高等学校 |
| ---------- | -------------------- | -------------------- | -------- |
| 全域       | 名古屋市立旗屋小学校 | 名古屋市立沢上中学校 | 尾張学区 |

## 交通
- 国道19号（伏見通）

## 施設

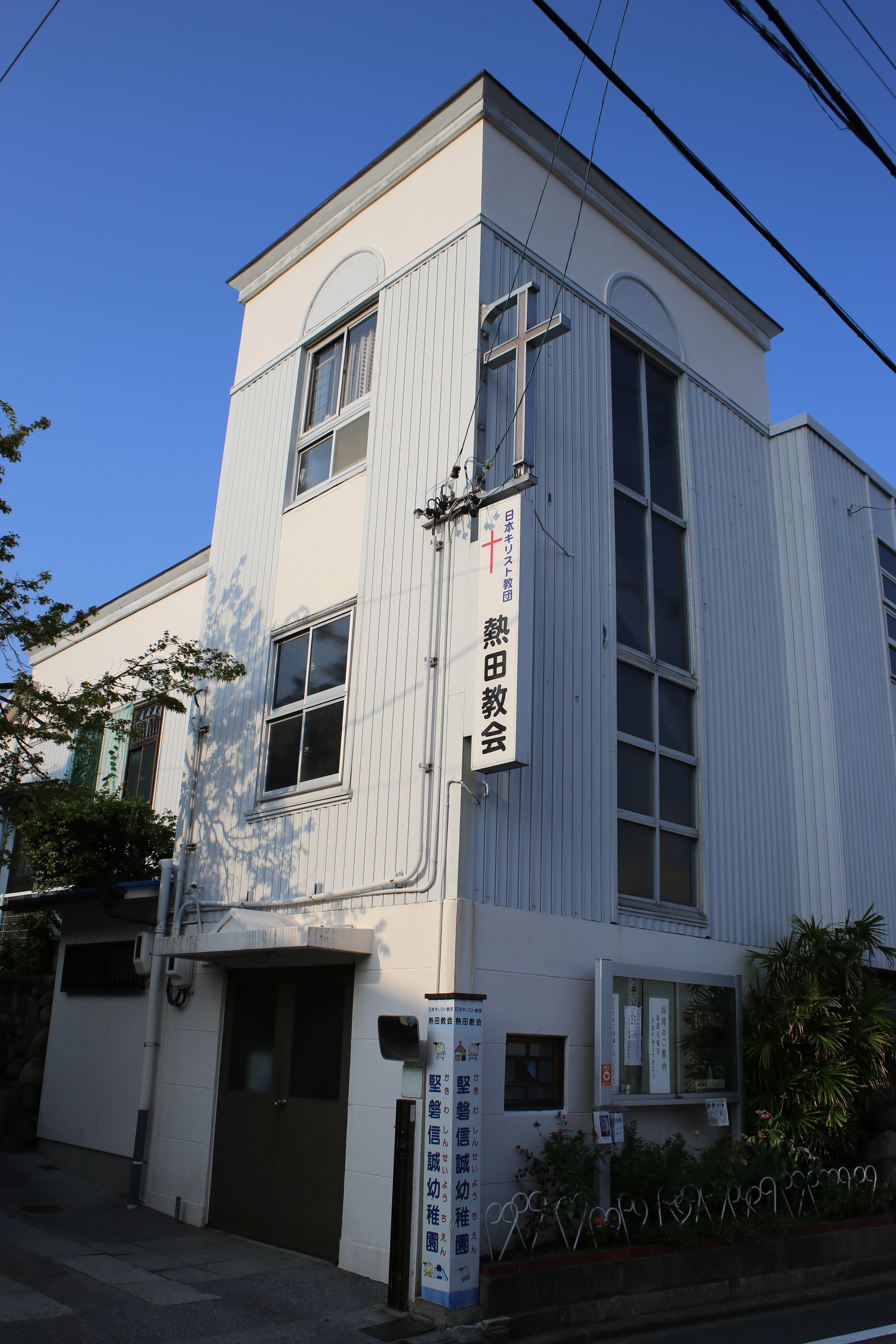
熱田教会（2017年7月）

- 日本政策金融公庫 熱田支店
- 堅磐信誠幼稚園
- 熱田教会
- 総持院
- 浄土真宗親鸞会名古屋会館

- 熱田教会（2017年7月）

### WEB
1. 1 2  “町・丁目(大字)別、年齢(10歳階級)別公簿人口(全市・区別)”.   名古屋市 (2018年12月20日). 2019年1月6日閲覧。
2. ↑  “郵便番号”.  日本郵便. 2019年1月6日閲覧。
3. ↑  “市外局番の一覧”.   総務省. 2019年1月6日閲覧。
4. ↑  “熱田区の町名”.   名古屋市 (2015年10月21日). 2019年1月12日閲覧。
5. ↑  総務省統計局 (2014年3月28日). “平成7年国勢調査の調査結果(e-Stat) - 男女別人口及び世帯数 －町丁・字等” (CSV). 2019年4月27日閲覧。
6. ↑  総務省統計局 (2014年5月30日). “平成12年国勢調査の調査結果(e-Stat) - 男女別人口及び世帯数 －町丁・字等” (CSV). 2019年4月27日閲覧。
7. ↑  総務省統計局 (2014年6月27日). “平成17年国勢調査の調査結果(e-Stat) - 男女別人口及び世帯数 －町丁・字等” (CSV). 2019年4月27日閲覧。
8. ↑  総務省統計局 (2012年1月20日). “平成22年国勢調査の調査結果(e-Stat) - 男女別人口及び世帯数 －町丁・字等” (CSV). 2019年4月27日閲覧。
9. ↑  総務省統計局 (2017年1月27日). “平成27年国勢調査の調査結果(e-Stat) - 男女別人口及び世帯数 －町丁・字等” (CSV). 2019年4月27日閲覧。
10. ↑  “市立小・中学校の通学区域一覧”.   名古屋市 (2018年11月10日). 2019年1月14日閲覧。
11. ↑  “平成29年度以降の愛知県公立高等学校（全日制課程）入学者選抜における通学区域並びに群及びグループ分け案について”.   愛知県教育委員会 (2015年2月16日). 2019年1月14日閲覧。

### 書籍
1. ↑  名古屋市計画局 1992, p. 430.
2. 1 2 3  名古屋市計画局 1992, p. 810.